# São Miguel do Fidalgo
São Miguel do Fidalgo là một đô thị thuộc bang Piauí, Brasil. Đô thị này có diện tích 802,748 km², dân số năm 2007 là 3032 người, mật độ 3,78 người/km².